# Мирчева къща
Мирчевата къща (на гръцки: Οικία Μήρτσου) е къща в град Лерин, Гърция, обявена за паметник на културата.

## Местоположение
Къщата е разположена на улиците „Преспес“ и „Сократис“.

## История
Построена е в 1931 година за лекаря Трайко Мирчев (Траянос Мирцос) от Желево.

## Архитектура
В архитектурно отношение сградата е в стил ар деко – специфични геометрични форми, акцент върху линейни елементи, абстрактни рамки, вертикалност и прочие. Типична е тристранна организация на фасадата, линейните декорации, обработката на вратата и заграждението, правоъгълният фронтонен завършек.
В района на парцела, във вътрешния ъгъл, е изградена малката партерна сграда на професионалния кабинет (клиника) на първоначалния собственик. Към приземния правоъгълен обем на еднофамилната къща е добавен вертикалният елемент на кулата, издадена от покрива, която формира по-голямата част от покритието на сградата. До основния обем на кулата и в контакт с него има по-малък обем – стълбищното пространство, което води до стаята кула и до тавана.
Основата на сградата, проектирана с изоструктурна каменна зидария, е изпълнена с мозайка, която продължава върху каменната основа на оградата. Равнините на фасадите изглеждат пробити от отворите, които са подчертани от трапецовидна тухлеен свод и груба мазилка. Кулата е покрита с четирискатен покрив и прозорците и имат полукръгли тухлени сводове. Характерна е перголата, проектирана на покрива.
Дворната сграда повтаря морфологичните елементи на фасадите на еднофамилната къща. Оградата е допълнена със стълбове на интервали и тухлени пиластри на входовете, докато парапет затваря празнините.